# はやて×ブレード
『はやて×ブレード』（はやて クロス ブレード）は、林家志弦による漫画作品。『月刊コミック電撃大王』（メディアワークス）2004年1月号から2008年7月号まで連載。以降は掲載誌を『ウルトラジャンプ』（集英社）へと移し、同誌の2008年9月号から2013年8月号まで連載された。
『ウルトラジャンプ』2013年9月号から2017年12月号まで続編『はやて×ブレード2』（はやて クロス ブレード ニャーン）が連載された。

## 概要
「剣技特待生」という特殊な制度を持つ架空の女子校「天地学園」を舞台に、剣に青春を賭けた少女達の日々をコミカルに、時にシリアスも織り交ぜながら描いた作品。公式サイトや単行本の帯で多用されるキャッチコピーは「女だらけの剣劇（チャンバラ）コメディ」と「攻めるも乙女、受けるも乙女」。林家の作品の特徴であるコミカルな百合描写は本作でも多用されており、「刃友」と呼ばれるパートナー制度と「星奪り」と呼ばれる試合を通して、少女たちの様々な関係が描かれている。
当初は『月刊コミック電撃大王』（メディアワークス）にて連載されていたが、諸般の事情により集英社発行の『ウルトラジャンプ』へと移籍。単行本はメディアワークスより第8巻まで刊行、掲載誌移籍後は集英社より描き下ろしや絵・台詞等の一部修正を加えた新装版が第8巻まで刊行された上で、第9巻以後も同様に継続して刊行されている。また、ウルトラジャンプ連載分の話数が雑誌掲載時にはリセットされ第1話からカウントされているが、単行本では電撃大王時代からの通し番号に直され、第50話（通算第100話）からは雑誌掲載分も統一されるようになった。
メディアミックス展開としては『月刊コミック電撃大王』2006年3月号にてミニドラマCDが付録として作成されたほか、2006年から2013年にかけて複数のドラマCDが発売されている。このほか、メディアワークス版の単行本6巻は通常とは異なるカバーのアニメイト限定版も発売された。
また、日本国外では台湾（発売：東立出版社、タイトル『星空學園』）や大韓民国（発売：鶴山文化社）において、翻訳されたコミックが発売されている。

## ストーリー

### はやて×ブレード
孤児院・「たんぽぽ園」出身の少女・黒鉄はやて。彼女はとある事情から、「天地学園」の「剣技特待生」（剣待生）に選ばれながらも怪我のリハビリのため通学出来ないでいた双子の姉・黒鉄ナギになりすまし、天地学園に剣待生として入学することになる。
無事に入学後、はやては寮で同室の吉備桃香から、剣待生は「刃友（しんゆう）」と呼ばれるパートナーを作って「星奪り」と呼ばれる試合へ参加すべきであること、そしてその試合には賞金が出ることを教わるが、はやてはナギの身代わりとして平穏無事にやり過ごしたい考えており、星奪りに対しては関心を持てないでいた。
しかし、たんぽぽ園が多額の借金を抱えて借金取りから嫌がらせを受けているという事実を知ったはやては、借金返済のために星奪りへの参加を決意する。刃友を持っていない状態では星奪りに参加しても賞金が出ないと知ったはやては、剣の腕は立つものの刃友を作ろうとしない少女・無道綾那に目をつけ、刃友になってくれるよう頼み込む。しつこく付きまとうはやてを鬱陶しく思う綾那だったが、真剣に孤児院を思うはやての気持ちにほだされ、また、かつて大切な刃友を傷つけてしまった自身の過去に向き合うため、はやての刃友となり星奪りへの復帰を決意する。
はやてと綾那のペアは快進撃を続け、その中で友人と呼べる存在や倒すべき目標とも出会っていく。その様子を期待を持って見守る天地学園の生徒会長天地ひつぎ、そしてそんなひつぎを倒そうと策や研鑽を重ねていく生徒会の面々。はやてはナギの代わりではなく「はやて」として学園に馴染み、天地学園の中ではやてを中心とした輪が広がっていった。

### はやて×ブレード2
年度が変わり、制服のデザインや星奪りの仕様に大幅な変更を加えた新体制で始まった天地学園。新たな剣待生たちも入学してきたが、その中に「黒組」を名乗る一団が居た。黒組の代表である風吹一はひつぎへ向けて宣戦布告。ひつぎは彼女らの挑戦に応えるため、学園を「天空寮」と「大地寮」へと分け、寮対抗戦で勝利した方に学園の全権を渡すことを提案。こうして天地学園の覇権を賭けた「天地究極（アルティメット）星奪り合戦」が始まることとなる。
寮対抗戦に出場する剣士（闘士）を選ぶ「究極闘士選抜試験」を経て、ついに寮対抗戦へと臨む闘士たち。しかしそんな中、大地寮の寮長である一が家庭の事情で学園を去ることとなってしまう。ひつぎに対し、「決闘」ですらないごく個人的な非公式戦を申し込む一。ひつぎはこれに応えて一を打ち負かすと同時に、自身へと挑んでくる相手がことごとく自分ではなく、それぞれが抱えている事情や重圧にばかり目がいっているということに激怒。寮対抗戦を実質的に破棄してバトルロイヤル形式での試合を開催し、その試合で最後の一人になるか、天地・宮本組を落としたものに学園の全権を譲渡することを宣言する。
全てを賭けて最後の闘いへと臨み、力を出し切る剣待生たち。その試合の先には、いつもと変わらない剣の日々が続いていた。

## 登場人物
黒鉄 はやて（くろがね はやて）
声 - 間宮くるみ
本作の主人公。中等部2年（初登場時は1年C組）。怪我の治療のため入院した双子の姉・ナギの身代わりとして天地学園に入学するが、綾那との楔束の際に正体が知られ、ひつぎの判断でナギと共に正式な入学が認められた。ナギと共に育った孤児院「たんぽぽ園」の借金返済のため、剣待生として星奪りに参加する。
無道 綾那（むどう あやな）
声 - 雪野五月
本作のもう一人の主人公。高等部1年（初登場時は中等部3年G組）。入学以来、幼馴染のゆかりと組んで星奪りに参加していたが、自分の慢心とトラウマが遠因となってゆかりに重傷を負わせてしまい、後悔と自責の念から楔束を解消し寮の部屋に引き籠もっていた。しかしはやての猛烈な押しに負け、ゆかり達に対する自分の気持ちの区切りをつけるべく、星奪りへ復帰する。
黒鉄 ナギ（くろがね ナギ）
はやての双子の姉。中等部2年（初登場時は1年G組）。怪我の療養で長期入院していたが、治療を終えた冬休み明けに学園に転入。はやての後を継いで綾那と楔束しようとするが拒否され、叶依と刃友になって星奪りに参加していく。
知花 叶依（ちはな かない）
中等部1年（新入生）。沖縄出身で沖縄方言を喋る。玲・紗枝組の頂上戦の時に道に迷ってナギと出会い、新制服披露の模擬試合でナギと組んではやて・夕歩組と対戦したことなどから、ナギのことを「なーさん」と呼んで懐き、楔束に至る。
天地 ひつぎ（あまち ひつぎ）
声 - 矢島晶子
天地学園生徒会長、兼学園長、兼理事。高等部3年（初登場時は2年）。母・真理の遺産である天地学園中等部に入学すると同時に剣待生制度を導入し、実家の財力を用いて学園を運営しながら、刃友の静久と共に実力で全剣待生の頂点に君臨している。
宮本 静久（みやもと しずく）
声 - 長沢美樹
ひつぎの刃友で幼馴染。高等部2年（初登場時は1年A組）。星奪りの合図である鐘を鳴らす役目を担っており、鐘を撞く際は金属プレートのついたグローブを装着し、拳で鐘を殴りつけている。剣技スタイルは剣と鞘を用いた二刀流で、圧倒的なスピードを誇りその実力も非常に高い。
風吹 一（ふぶき はじめ）
中等部1年（新入生）。ひつぎの従妹（叔母の娘）にあたり、師の命を受けて黒組を率いて天地学園に入学し、ひつぎから学園の全ての生徒を奪うべく「刃取り合戦」を挑む。
雨堂 新月（うどう しんげつ）
高等部1年（新入生）。黒組の一員で一の刃友。髪型はスキンヘッドにしており、棒術を用いる。常に沈着冷静で、感情を表に出さない。

## 設定・用語

### 天地学園
本作の舞台となる中高一貫の巨大な女子校。天地の読みは「てんち」。天地ひつぎ（現生徒会長、兼学園長、兼学園理事）が中等部へ入学する際に設立した「剣技特待生」という独自の制度が最大の特徴。
剣技特待生
剣技（剣を使用していればそのスタイルは問われないため、純粋な剣術の他に、棒術・格闘術・呪術なども含む）に秀でた生徒たちに対し、所定の試験をクリアすることで与えられる資格。剣待生となった生徒には「星奪り」と呼ばれる試合への参加が認められ、これに勝利していくことで一定の賞金が与えられるほか、勝利して手に入れた星（ポイント）に応じてランクが上がり、最高位まで昇格したあかつきには学園の全権を賭けた「頂上戦」への挑戦権が与えられる。このことから賞金を目当てに戦う者、純粋に剣の道を極めよう・もしくは楽しもうと戦う者、学園の覇権を狙う者など、様々な目的を持った生徒たちが在籍している。
なお、第1話での黒鉄はやて編入時点では、星奪りに参加している剣待生は174組348名とされている。
ランク
剣待生は試合に勝利して得られる星に応じてランク分けがなされており、下から順にD、C、B、A、特A、Sとなっている。ランクが上に行くほど勝利して得られる賞金・褒賞金は上がるとされている。逆に敗北、あるいは一定期間の不参加や規定違反による罰則等で星を失うと降格し、全ての星っを失った場合は剣待生の資格を返上する（もしくは強制除名となる）か、一度限りの「リベンジ」を行使して賞金が出ない状態で剣待生を続けるかを選ぶこととなる。
最上位であるSランクに名を列ねる事ができる剣待生は2組4人のみ。Sとは生徒会（seitokai）のSであり、彼女らは剣待生であると同時に天地学園の生徒会メンバーとなってイベントの運営などに参加させられるようになる。生徒会メンバーは通常の剣待生とは違う白い制服を着用しているのが特徴であることから「白服」とも呼ばれる。
Sランカーは基本的に頂上戦以外の試合を許可されておらず、頂上戦によってSランカーの降格が起きた場合は、特Aランクの上位2名が繰り上がりでSランクへと上がる。なお、Sランカーのみの特典として、寮生活において個室を使うことができる(通常の剣待生は学級が同じ者同士の2人部屋が基本)。
なお、ルール改定後は特Aランクは廃止されている。

### 星奪り
「ほしとり」。天地学園に所属する剣待生のみが参加できる特殊な試合。「刃友」と呼ばれるパートナーと二人一組のペアを組み、攻撃役の「天」と守備役の「地」という役割に分かれながら、同ランク帯の剣待生と戦うのが基本。
星奪りは不定期に鳴らされる鐘を合図に始められ、5回目の鐘が鳴るまで（開始合図の初回から3分毎に鳴らすので、即ち3×4＝12分間）の間に決められた星奪りエリアへ移動し、指定の剣で対戦相手の「天」に付けられた「星」と呼ばれるセンサーに有効打を与えた側の勝利となる。なお、作中ではこれを「星を落とす（落とした）」と表現する。
「天」の「星」を落とせるのは「天」のみであり、「地」は「地」の持つ「影星」しか落とすことが出来ない。しかし「地」は有効打を打てないだけで攻撃や防御自体は可能であるため、「地」はいかに相手の「地」を早く落として「天」の戦いに加勢できるか、そして「天」は敵の「地」が加勢してくる前に敵の「天」を倒せるか、というのが試合の焦点となる。
なお、誰とも楔束できていない「単刃」と呼ばれる状態でも参加は出来るが、勝っても星や賞金は得られず、負ければ星を奪われるというデメリットしか無い。このため単刃者は星奪りの開催中は逃げたり隠れたりしていることが多い。
試合方式
通常はランクごとに分けられた所定のエリア内で出会った相手との遭遇戦となる。「天」が相手の「天」の「星」を落とした場合のみ勝利であり、制限時間内にどちらの「天」も落ちていなかった場合は引き分けとなる。遭遇しただけの状態では交戦状態とは認められず、逃亡も可能。抜刀状態の剣が触れ合うと正式に対戦相手とみなされ、相手の変更ができなくなる。なお、星奪り終了の鐘が鳴る前に対戦を終了した場合は、さらに別の組と新規に対戦することも可能である。
ダブルアップ
体育祭や学園祭など、特別な学校行事の際にのみ適用される拡張ルール。試合の判定や基本ルールそのものは通常の星奪りと変わらないが、自分の1つ上のランクの相手とも対戦できるようになり、その場合の獲得ポイントが倍になる。
乱奪り
事務局を通して複数の相手を事前に指名し、それらを一度に相手するという特殊な試合。申し込んだ側が規程時間内に指名相手全ての星を落とすことが勝利条件となっており、挑戦に成功すれば一気に複数試合分の勝ち星を得る事ができるが、失敗した場合は対戦した相手の人数分、つまり通常の倍の星を奪われる。
決闘
乱奪り同様に事前に申請して行う一対一の私闘。私闘であるためポイント0になっても「リベンジ」することは出来ない。賭ける星は5つ。決闘は生徒会立会いの下に行われる。5つの星はそれぞれ両肩・胴に2つずつと頭部に1つ。先に相手の星を全て打てば勝利となる。勝者は敗者に対して1つだけ要求を通すことができる（ただし、要求内容には生徒会の監査が入る）。  ダブルアップ
頂上戦
Sランカーのみが挑戦できる特殊な星奪り。剣待生の頂点を賭けた生徒会長（現在は天地・宮本組）との試合。勝てば生徒会長の座と学園の全権を手に入れられるが、敗者は全ての星を失い、勝者の要求を呑まなければならない。
通常、頂上戦は天地学園内にある特別競技棟の最上階「天上の間」にて行われ、立会い人として参加するSランカーの残り1組、特別観戦許可を得た特Aランカーの最上位2組、そして進行役の会長補佐（現在は帯刀洸）と進行補佐のジャッジ隊のみが閲覧を許され、それ以外の一般生徒には非公開となっている。
このほかに通常の星奪りと異なるのは、有効打点の扱い。通常は「星」と呼ばれるセンサー部分を打つことで勝利が決まるが、生徒会メンバーが着る白い制服はそれ自体が「星」であり、有効打撃をセンサーが感知すると制服全体が一般の生徒と同じ黒に変色する。

使用可能な武器
基本的には学園指定の片刃の直刀（殺傷性の無い試合用の模擬刀）が用いられる。Aランク以上の生徒にのみ武器の改造が認められており、学園内にある造型研究部が武器調整局を兼務してこれに当たっている。変形武器のほか、暗器などの隠し武器も事前にジャッジ隊へと申請してあれば使用が可能となっている。
ルール改定後は「使用武器の選択権」が用意されるようになり、旧ルールで用意されていた直刀に加え、ナイフ・槍・棒・トンファーといった複数の武器種の中から、自身の戦闘スタイルに合ったものを選択できるようになった。ただし、改造が許可されるのは引き続きAランク以上のみとなっている。
なお、剣待生は学園生活時において基本的に帯刀できるが、許可された場面（星奪り中や抜刀を許可された一部の行事）以外での抜刀は規定違反となり、発覚した場合は罰則として星が減らされる。

### 刃友
「しんゆう」。星奪りにおいてペアを組むパートナーのこと。刃友は「楔束届」（けっそくとどけ）を署名・捺印の上、事務局に提出し互いに「番戒」（つがい）と呼ばれる輪を交換して、相手の刀についた穴に通すことで成立する。
楔束には学年などの制限は無く、学年違いのペアも多く存在する。また解消・再結成も可能。楔束時に互いの持ち星が異なる場合は両者の持ち星を平均化し、そうして算出された星を元に再度ランクが決められる。解消する場合は持ち星を2人で等分することになる。
作中で無道綾那は黒い番戒（通常は白）をつけているが、これについては説明がない為詳細不明。

## ドラマCD
- はやて×ブレード DRAMA CD Vol.1 2006年3月24日発売
- はやて×ブレード DRAMA CD Vol.2 2007年9月21日発売
- はやて×ブレード DRAMA CD Vol.3 2008年5月21日発売

発売・販売元 : フロンティアワークス /販売協力:ジェネオン エンタテインメント
- はやて×ブレード ウルトラドラマCD 「いちばん星！ 絶叫つめあわせ！」 2010年12月22日発売
- はやて×ブレード ウルトラドラマCD 「にばん星！ 特訓つめあわせ！」 2011年1月26日発売
- はやて×ブレード ウルトラドラマCD 「さんばん星！ 漂流つめあわせ！」 2011年2月23日発売

発売・販売元 : フロンティアワークス /販売協力:ジェネオン・ユニバーサル・エンターテイメント

## 書誌情報

### メディアワークス版
- 林家志弦 『はやて×ブレード』メディアワークス〈電撃コミックス〉、全8巻
  1. 2004年7月15日発行（6月26日発売）、ISBN 978-4840227391
  2. 2005年2月15日発行（1月27日発売）、ISBN 978-4840229579
  3. 2005年8月15日発行（7月27日発売）、ISBN 978-4840231152
  4. 2006年2月15日発行（1月27日発売）、ISBN 978-4840233200
  5. 2006年8月15日発行（7月27日発売）、ISBN 978-4840235358
  6. 2007年2月15日発行（1月27日発売）、ISBN 978-4840237512
  7. 2007年8月15日発行（7月27日発売）、ISBN 978-4840239646
  8. 2008年2月15日発行（1月26日発売）、ISBN 978-4840241762

### 集英社版
- 林家志弦『はやて×ブレード』集英社〈ヤングジャンプ・コミックス・ウルトラ〉、全18巻
  1. 2008年8月24日発行（8月19日発売[集 1]）、ISBN 978-4-08-877501-2
  2. 2008年8月24日発行（8月19日発売[集 2]）、ISBN 978-4-08-877502-9
  3. 2008年9月24日発行（9月19日発売[集 3]）、ISBN 978-4-08-877518-0
  4. 2008年9月24日発行（9月19日発売[集 4]）、ISBN 978-4-08-877519-7
  5. 2008年10月22日発行（10月17日発売[集 5]）、ISBN 978-4-08-877536-4
  6. 2008年10月22日発行（10月17日発売[集 6]）、ISBN 978-4-08-877537-1
  7. 2008年11月24日発行（11月19日発売[集 7]）、ISBN 978-4-08-877556-2
  8. 2008年11月24日発行（11月19日発売[集 8]）、ISBN 978-4-08-877557-9
  9. 2008年12月24日発行（12月19日発売[集 9]）、ISBN 978-4-08-877575-3
  10. 2009年6月24日発行（6月19日発売[集 10]）、ISBN 978-4-08-877657-6
  11. 2009年10月24日発行（10月19日発売[集 11]）、ISBN 978-4-08-877750-4
  12. 2010年6月23日発行（6月18日発売[集 12]）、ISBN 978-4-08-877864-8
  13. 2010年10月24日発行（10月19日発売[集 13]）、ISBN 978-4-08-879053-4
    - ドラマCD付特装版 ISBN 978-4-08-908121-1

  14. 2011年8月24日発行（8月19日発売[集 14]）、ISBN 978-4-08-879160-9
  15. 2011年11月23日発行（11月18日発売[集 15]）、ISBN 978-4-08-879231-6
    - ブックレット付特装版 ISBN 978-4-08-908142-6

  16. 2012年6月24日発行（6月19日発売[集 16]）、ISBN 978-4-08-879340-5
  17. 2012年12月19日発行（12月19日発売[集 17]）、ISBN 978-4-08-879486-0
  18. 2013年9月24日発行（9月19日発売[集 18]）、ISBN 978-4-08-879603-1
- 林家志弦『はやて×ブレード2』集英社〈ヤングジャンプ・コミックス・ウルトラ〉、全6巻
  1. 2014年8月25日発行（8月20日発売[集 19]）、ISBN 978-4-08-879798-4
  2. 2015年5月24日発行（5月19日発売[集 20]）、ISBN 978-4-08-890203-6
  3. 2015年10月24日発行（10月19日発売[集 21]）、ISBN 978-4-08-890302-6
  4. 2016年9月21日発行（9月16日発売[集 22]）、ISBN 978-4-08-890464-1
  5. 2017年6月24日発行（6月19日発売[集 23]）、ISBN 978-4-08-890634-8
  6. 2018年3月24日発行（3月19日発売[集 24]）、ISBN 978-4-08-890885-4